# Zasłonak ochrowożółty
Zasłonak ochrowożółty (Cortinarius subsafranopes Rob. Henry) – gatunek grzybów należący do rodziny zasłonakowatych (Cortinariaceae).

## Systematyka i nazewnictwo
Pozycja w klasyfikacji według Index Fungorum: Cortinarius, Cortinariaceae, Agaricales, Agaricomycetidae, Agaricomycetes, Agaricomycotina, Basidiomycota, Fungi.
Po raz pierwszy opisał go w 1956 r. Robert Henry we Francji. Andrzej Nespiak w 1981 r. nadał mu polską nazwę zasłonak nibyszafranowy, Władysław Wojewoda w 2003 r. zarekomendował nazwę zasłonak ochrowożółty.

## Występowanie i siedlisko
Podano nieliczne stanowiska w Europie. W Polsce A. Nespiak w 1981 r. przytoczył jedno stanowisko.
Naziemny grzyb mykoryzowy występujący w lasach.